# Johann Carolus

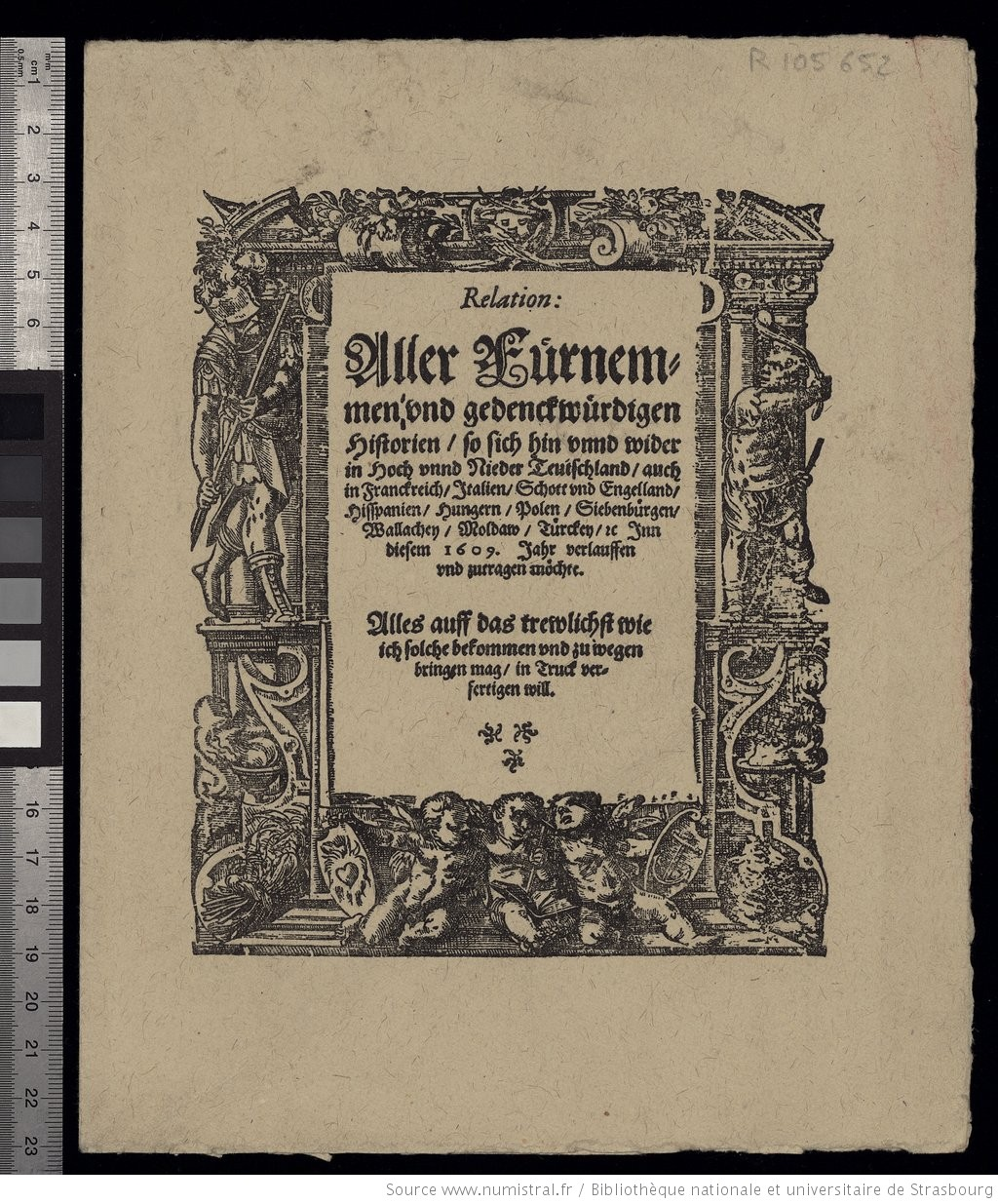
Portada de la Relation de 1609

Johann Carolus (Muhlbach-sur-Munster, Alsacia; 1575 - 1634) fue el editor del primer periódico de la historia, llamado Relation aller Fürnemmen und gedenckwürdigen Historien (en español: «Colección de todas las noticias distinguidas y conmemorables»).
El periódico, editado en alemán, se publicó en Estrasburgo, que tenía la condición de ciudad libre imperial en el Sacro Imperio Romano Germánico. Esta publicación es reconocida por la Asociación Mundial de Periódicos, así como por muchos autores, como el primer periódico del mundo. 
En el Ayuntamiento de Estrasburgo se conserva una solicitud de Carolus fechada en 1605, presentada tras la publicación de la 12.ª edición del periódico semanal. Los ejemplares más antiguos que se conservan del periódico datan del año 1609.